# Andrés Contreras
Andrés Contreras Arellano (Città del Messico, 28 dicembre 1965) è un allenatore di pallacanestro ed ex cestista messicano.

## Carriera
Con il Messico ha disputato i Campionati americani del 1997.
Al termine della carriera da cestista, ha intrapreso quella da allenatore.

## Palmarès

### Allenatore
- FIBA Americas League: 1

Pioneros de Quintana Roo: 2012
- Copa Independencia: 1

Lobos UA Coahuila: 2005
- CIBACOPA: 2

Mineros de Cananea: 2009, 2011

### Individuale
- Allenatore dell'anno CIBACOPA: 2

2009, 2010